# 세원정공
주식회사 세원정공은 세원그룹을 모회사로 둔 대한민국의 자동차 부품 제조 기업이다.

## 역사 및 현황
- 1989년 7월: 회사 설립